# Leptosciarella trochanterata
Leptosciarella trochanterata is een muggensoort uit de familie van de rouwmuggen (Sciaridae). De wetenschappelijke naam van de soort is voor het eerst geldig gepubliceerd in 1851 door Zetterstedt.